# Jabugo
Jabugo település Spanyolországban, Huelva tartományban. Jabugo Almonaster la Real, Cortegana, La Nava, Galaroza, Castaño del Robledo és Santa Ana la Real községekkel határos. Lakosainak száma 2196 fő (2024).

## Népesség
A település népessége az utóbbi években az alábbiak szerint változott:
| Lakosok száma | 2546 | 2509 | 2473 | 2396 | 2358 | 2315 | 2260 | 2250 | 2247 | 2196 |
|               | 2001 | 2004 | 2006 | 2009 | 2011 | 2014 | 2016 | 2019 | 2021 | 2024 |